# سيد ووكر
سيد ووكر (بالإنجليزية: Syd Walker)‏ هو ممثل بريطاني (وحمل سابقاً جنسية المملكة المتحدة لبريطانيا العظمى وأيرلندا)، ولد في 22 مارس 1886 في المملكة المتحدة، وتوفي في 13 يناير 1945.

## وصلات خارجية
- سيد ووكر على موقع IMDb (الإنجليزية)
- سيد ووكر على موقع ميوزك برينز (الإنجليزية)
- سيد ووكر على موقع قاعدة بيانات الفيلم (الإنجليزية)